# Phyllobrostis nuristanica
Phyllobrostis nuristanica là một loài bướm đêm thuộc họ Lyonetiidae. Nó là loài duy nhất được tìm thấy ở Konarha in Afghanistan.
Sải cánh dài khoảng 7 mm.